# 特鲁斯-斯迈尔斯重排反应
特鲁斯-斯迈尔斯重排反应（Truce–Smiles rearrangement）指斯迈尔斯重排反应中，亲核试剂足够强（如有机锂试剂），从而使芳烃无需活化基即可进行反应。
例如，如下芳基砜用正丁基锂处理，可转变为相应的亚磺酸：